# Głubczyce
Głubczyce (en tchèque : Hlubčice ; en allemand : Leobschütz) est une ville en Pologne, sur la frontière avec la Tchéquie. Appartenant à la voïvodie d'Opole, c'est le chef-lieu du powiat de Głubczyce, ainsi que le siège de la gmina de Głubczyce. 

## Géographie
Głubczyce est située dans la région historique de Haute-Silésie, 62 kilomètres au sud d'Opole, et au nord-ouest d'Ostrava (Tchéquie). Le centre-ville se situe sur la rivière Psina, un affluent de l'Oder.

## Histoire
La colonie de Glubcici, située dans la zone frontalière entre la Moravie et la Silésie, est mentionnée pour la première fois dans un acte de l'an 1107. Après des années d'affrontements, les limites furent fixées le long de la rivière Psina par un traité signé à Kłodzko à la Pentecôte 1137. 

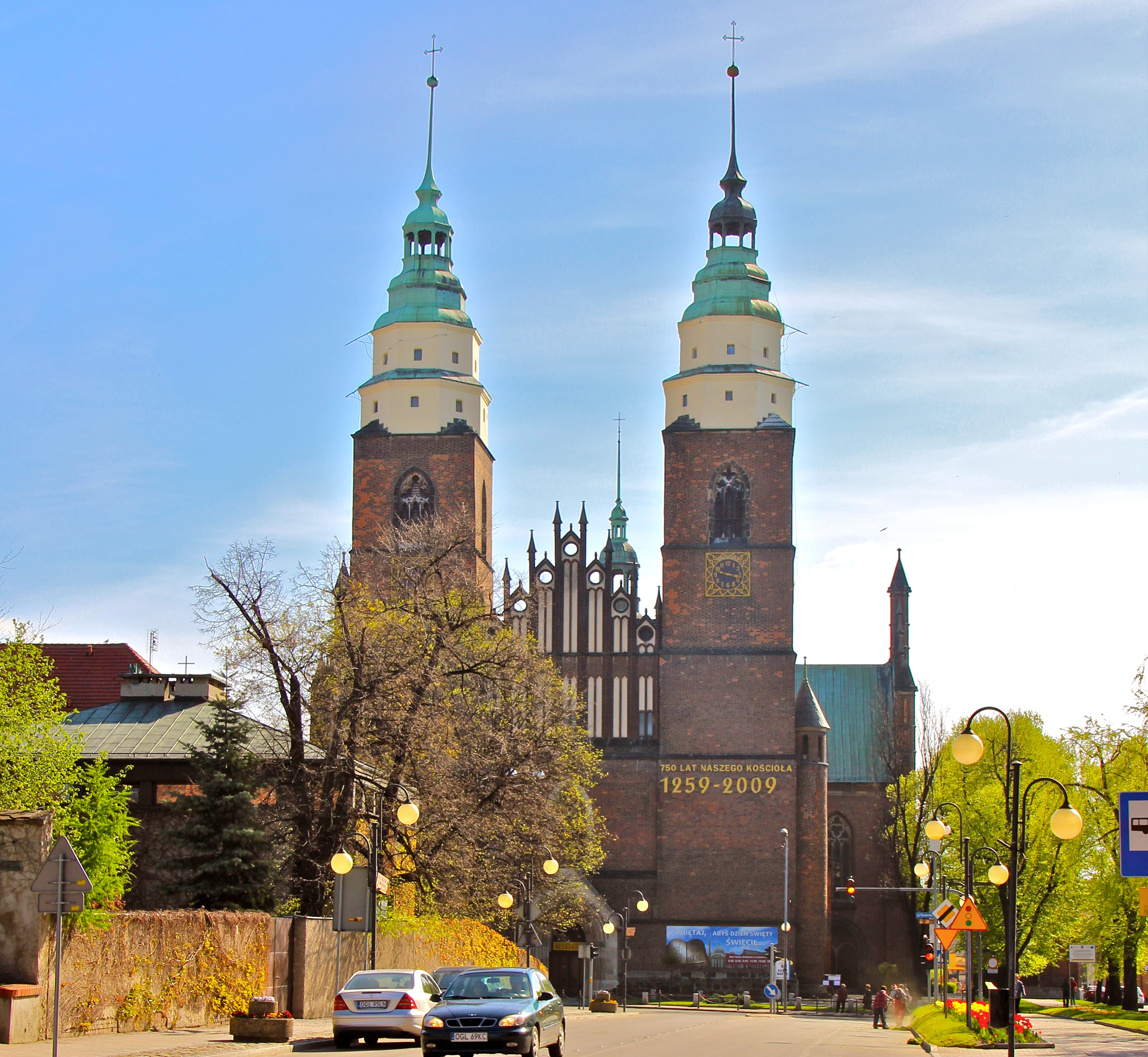
Église paroissiale la Nativité de la Vierge Marie.

La localité a reçu le privilège urbain selon le droit de Magdebourg des mains du roi Ottokar Ier de Bohême. La ville a été dévastée durant les conquêtes mongoles en 1241. Ses privilèges, imités par la suite dans d'autres villes dans la région, sont confirmés par le roi Ottokar II de Bohême en 1270, puis par Rodolphe de Habsbourg, roi des Romains, en septembre 1278. En 1281, la veuve d'Ottokar II, Cunégonde de Slavonie, y a fondé un hôpital. L'église paroissiale la Nativité de la Vierge Marie a bénéficié du patronat officiel de l'ordre de Saint-Jean. En 1298, la ville obtient des autres droits par le roi Venceslas II.
À partir de 1377, Hlubčice fut la demeure du duc Nicolas III et ses descendants, membres de la branche cadette des Přemyslides dans le duché d'Opava. Après la mort du dernier duc Jean III, vers 1485, le domaine tombe entre les mains de Matthias Corvin, alors antiroi de Bohême, qui en investit immédiatement son fils Janos. Incorporée dans le duché de Krnov, la ville échoit au margrave Georges de Brandebourg-Ansbach, membre de la maison de Hohenzollern, en 1523. Ensuite, la Réforme protestante est prêchée à la ville et en 1539 la population juive fut expulsée. Pendant la guerre de Trente Ans, elle a été sévèrement touchée, notamment au cous d'une campagne des troupes suédoises en 1645.

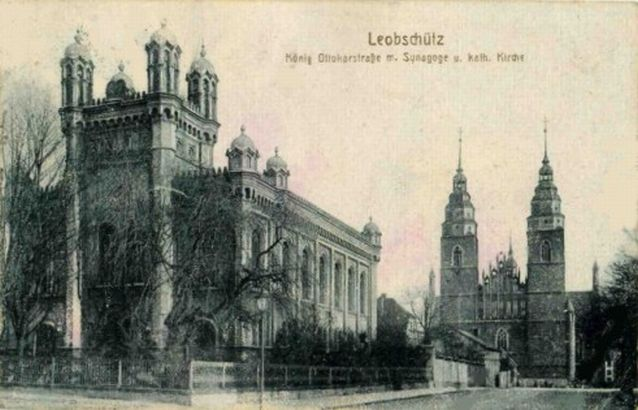
Synagogue.

Du fait de la première guerre de Silésie, la ville fut incorporée dans l'arrondissement de Leobschütz (de) dans la Silésie prussienne en 1742 faisant partie du district d'Oppeln dès 1815. De 1871 jusqu'à la fin de la Seconde Guerre mondiale, la ville fait partie du Reich allemand. Après la Première Guerre mondiale, la quasi-totalité de la population de Leobschütz a opté pour l'Allemagne lors du plébiscite de Haute-Silésie. La synagogue de Leobschütz, inaugurée en 1865, a été détruite en 1938 lors de la « nuit de Cristal ». Vers la fin de la guerre, en mars 1945, la ville a été gravement endommagée au cours des combats de l'Armée rouge contre la 18e division SS « Horst Wessel » et la 371e division d'infanterie de la Wehrmacht. À la suite de la conférence de Potsdam, Głubczyce revient à la république de Pologne ; les demandes présentées par la Tchécoslovaquie ont été rejetées. La population germanique fut expulsée.

## Personnalités
- Carl Proske (1794-1861), prêtre et musicologue ;
- Carl Oswald Bulla (1853-1929), photographe ;
- Victor Hollaender (1866-1940), compositeur et chef d'orchestre ;
- Felix Hollaender (1867-1931), écrivain ;
- Joachim Gnilka (1928-2018), théologien ;
- Lieselotte Seibel-Emmerling (née en 1932), femme politique ;
- Stefanie Zweig (1932-2014), journaliste et romancière ;
- Justyna Kasprzycka (née en 1987), athlète.

## Jumelages
- Rusín (Tchéquie) depuis 2000
- Město Albrechtice (Tchéquie) depuis 2001
- Krnov (Tchéquie) depuis 2001
- Saint-Rémy-sur-Avre (France) depuis 2002
- Rockenhausen (Allemagne) depuis 2003
- Zbaraj (Ukraine) depuis 2005